# Mitsuki Takahata
Mitsuki Takahata (高畑 充希, Takahata Mitsuki), née le 14 décembre 1991 à Higashiōsaka (Japon), est une actrice japonaise.

## Filmographie partielle

### Cinéma
- 2014 : Blue Spring Ride (アオハライド, Aoharaido?) de Takahiro Miki
- 2014 : The Vancouver Asahi (バンクーバーの, 朝日, Bankūbā no asahi?) de Yūya Ishii
- 2016 : Rage (怒り, Ikari?) de Lee Sang-il
- 2016 : Hirune hime, rêves éveillés (ひるね姫 〜知らないワタシの物語〜, Hirune hime: shiranai watashi no monogatari?) de Kenji Kamiyama
- 2018 : The Travelling Cat Chronicles (旅猫リポート, Tabineko Ripoto?) de Kōichirō Miki : le chat Nana (voix)
- 2023 : L'Innocence (怪物, Kaibutsu?) de Hirokazu Kore-eda : Hirona